# Лазаревич Ганна Романівна
Ганна Романівна Лазаревич (*д/н —після 1737) — дружина наказного гетьмана Лівобережної України Павла Полуботка.

## Життєпис
Походила з козацького роду Лазаревичів. Стосовно місця і дати народження немає відомостей. Донька Романа Лазаревича. Замолоду стала дружиною Романа Жураківського, військового товариша. Про цей шлюб нічого особливо невідомо. Овдовіла до 1718 року.
У листопаді 1718 або у лютому 1719 року вдруге вступила в шлюб — з чернігівським полковником Павлом Полуботком. У 1722 році, після обрання чоловіка наказним гетьманом, разом з ним перебралася до Глухова. У 1724 році після арешту Полуботка повернулася до Чернігова.
Після смерті чоловіка у 1724 році про життя Ганни Лазаревич мало відомостей. Остання згадка належить до 1737 року. В одному із чоловічих монастирів Кам'янському на Стародубщині знаходилась ікона Успіння пресвятої Богородиці. На ній іконописець поруч із образами намалював ніби Петра I, Петра II, гетьмана Івана Мазепу і полковника Полуботка. З цього приводу розпочали кримінальну справу. В рамках розслідування було допрошено удову Полуботка Ганну Лазаревич, але виявлено її непричетність до цієї справи. Про подальшу долю нічого невідомо.

## Портрет
У фондах Лебединського міського художнього музею імені Б. К. Руднєва зберігається один з нечислених жіночих парадних портретів першої половини XVIII ст. — «Портрет Ганни Романівни Лазаревич». Його авторство приписують Якиму Глинському. 
Картина належить до типу «світської парсуни» і була замовлена невдовзі після одруження з Полуботком. Зберігалась в маєтку графів Капністів в селі Михайлівка (нині Сумського району), звідки потрапила до музейних фондів після Жовтневого перевороту.